# Villar-sur-Doire
Pour les articles homonymes, voir Villar.
Villar-sur-Doire (en italien, Villar Dora) est une commune italienne d'environ 3 000 habitants, située dans la ville métropolitaine de Turin, dans la région Piémont, dans le nord-ouest de l'Italie.

## Histoire
Pendant la période fasciste, la commune de Villar-sur-Doire faisait partie d'Almèse.

## Administration
| Période                                  | Période     | Identité      | Étiquette     | Qualité                 |
| ---------------------------------------- | ----------- | ------------- | ------------- | ----------------------- |
| 14 juin 2004                             | 8 août 2008 | Susanna Oliva | Liste civique | Maire                   |
| 8 août 2008                              | juin 2009   | Barbara Buffa | -             | Commissaire préfectoral |
| juin 2009                                | En cours    | Mauro Carena  | -             |                         |
| Les données manquantes sont à compléter. |             |               |               |                         |

### Hameaux
Andruini, Baratta, Bert, Borgionera, Bosio, Calliero, Cordonatto, Giorda, Merlo, Montecomposto, Richetto, Torre del colle, Vindrola.

### Communes limitrophes
Rubiane, Chiaurie, Almèse, Saint-Ambroise, Veillane

### Jumelages
- Lanslebourg (France)